# Tập đoàn Scholastic
Scholastic (hoặc Scholastic Inc.) là một công ty xuất bản sách toàn cầu được biết đến với việc sản xuất các mặt hàng giáo dục cho trường học, giáo viên và phụ huynh, và bán và cho họ bằng cách đặt hàng qua thư và thông qua các câu lạc bộ sách và hội chợ sách. Nó cũng có tất cả các quyền xuất bản cho bộ sách Harry Potter ở Hoa Kỳ.

## Phê bình
Scholastic đã bị chỉ trích vì tiếp thị xấu cho trẻ em. Một số lượng lớn các tiêu đề có liên kết truyền thông mạnh mẽ và được coi là ngắn về thành tích văn học và nghệ thuật của một số người. Các nhóm người tiêu dùng cũng đã nói rằng Scholastic đang bán quá nhiều đồ chơi và trò chơi video cho trẻ em.

## Sách đáng chú ý
- The 39 Clues
- The Amazing Days Of Abby Hayes
- Allie Finkle's Rules for Girls series
- Animorphs
- The Adventures of the Bailey School Kids series
- Alvin, Simon and Theodore
- The Baby-sitters Club
- Bananas (magazine)
- Bionicle
- Bone (colorized editions)
- Captain Underpants series
- Clifford the Big Red Dog (series)
- Dynamite
- Dynamath (magazine)
- Freak the Mighty
- Genny in a Bottle series
- Ghostville Elementary series
- The Ghost Hunter
- Good Night, Sleep Tight
- Guardians of Ga'hoole series
- Goosebumps
- Geronimo Stilton series
- Grolier Multimedia Encyclopedia
- Harry Potter series
- History of My Back Yard series
- I-Spy
- Jigsaw Jones Mysteries
- The Magic School Bus series
- PLAY! Scholastic (magazine)
- The Hunger Games
- The Royal Diaries series
- Ripley's Believe It or Not! Special Edition (annual)
- Scholastic News (magazines)
- Science World
- Star Wars series
- Sunfire series
- The Scholastic Dictionary of Spelling
- T*Witches
- Warriors series
- Wishbone series
- Wow (magazine)